# Triadenstrategie
Triadenstrategie ist eine global orientierte Unternehmensstrategie. Sie zielt darauf ab, dass ein Unternehmen in den drei (daher Triade) Marktregionen – Zentral (mit Europa und den Schwellenländern Afrikas), Amerika (Nord u. Südamerika) und Asien (mit dem Pazifischen Raum) – mit eigenen Produktionsaktivitäten oder mit einer eigenen Vertriebsorganisation präsent ist. Ziel ist es dabei, sich auf die jeweiligen Besonderheiten des Marktes einzustellen und über eine dezentrale Struktur speziell auf den jeweiligen Markt abgestimmte Produkte anbieten zu können. Die einzelnen Niederlassungen handeln dabei an ihrem Markt wie eigenständige Unternehmen und trotzdem können Synergieeffekte sichergestellt werden.
Der Triadenstrategie kommt in Zukunft mit Verteuerung der Energie und damit des Transportes eine große Bedeutung zu, da die Struktur gleichzeitig kurze Wege ermöglicht.